# Ein Wort an das Volk
Ein Wort an das Volk (russisch Слово к народу Slowo k narodu) war eine Veröffentlichung (offener Brief), die durch mehrere sowjetische Politiker, Literaten u. a. unterzeichnet wurde. Der Aufruf wurde am 23. Juli 1991 in der Tageszeitung Sowetskaja Rossija veröffentlicht, welche der Perestroika gegenüber kritisch eingestellt war. Der Aufruf wurde unter anderem durch Juri Bondarew, Walentin Warennikow, Gennadi Sjuganow, Alexander Prochanow und Walentin Rasputin unterzeichnet.
Die Autoren wandten sich entschieden gegen die Reformpolitik von Michail Gorbatschow und Boris Jelzin und plädierten für das Weiterbestehen der Sowjetunion.

„Werte Einwohner Russlands! Bürger der UdSSR! Landsleute!
Ein ungeheures, unerhörtes Unglück hat sich ereignet. Das Heimatland, unser Land, der große Staat, uns anvertraut mit seiner Natur, mit den glorreichen Vorfahren, es geht zugrunde, zerbricht, versinkt in die Finsternis und ins Nichts. Und dieser Fall erfolgt bei unserem Schweigen, unserer Nachsicht und Übereinstimmung […]
Brüder, was ist passiert? Warum haben die schlauen und großsprecherischen Herrscher, kluge und listige Abtrünnige, habsüchtige und reiche Raffer, uns verhöhnend, unseren Glauben verspottend, unsere Naivität ausnutzend, die Macht ergriffen, plündern die Reichtümer, rauben dem Volk die Häuser, Fabriken und das Land, zerstückeln den Staat, hetzen uns auf, entfremden uns von der Vergangenheit und Zukunft, bestimmen uns in erbärmliche Vegetation und in Sklaventum und Unterordnung bei den allmächtigen Nachbarn?[…]

Brüder, zu spät wachen wir auf, bemerken wir das Unglück, wenn unser Haus schon an vier Ecken brennt, und löschen kann man dies nicht mehr mit Wasser, sondern mit eigenen Tränen und Blut. […]
 Wir wenden uns an Parteien, große und kleine, Liberalen und Monarchisten, Zentralisten und Regionalisten, an Sänger der nationalen Idee. Wir wenden uns an die Partei — die Kommunistische Partei, welche verantwortlich ist nicht nur für die Siege und Ausfälle der letzten siebzig Jahre, sondern auch für die letzten sechs, tragische Jahre, als die Partei zuerst das Land führte, dann aber auf die Macht verzichtete und sie den leichtsinnigen und ungeschickten Parlamentariern gab, die uns verfeinden, Tausende totgeborene Gesetze verabschieden, von denen nur diejenigen lebendig sind, die das Volk in die Sklaverei verschleppen, den abgequälten Körper des Landes aufteilen. Kommunisten, deren Partei zerstört wird durch ihre eigenen Führer, die nun ihre Parteibücher weggeworfen, einer nach dem anderen in das Lager des Gegners rennen — geben an, verraten, fordern den Galgen für ihre früheren Genossen — mögen die Kommunisten unserem Ruf hören![…]
Vereinigen wir uns, um die Kettenreaktion eines katastrophalen Zerfalls von Staat, Wirtschaft und menschlicher Persönlichkeit zu verhindern; um zur Festigung der sowjetischen Macht, zu deren Verwandlung in eine echte Macht des Volkes, und nicht in eine Krippe für die gierigen Neureichen, beizutragen […]
Die Sowjetunion, das ist unser Haus und Bollwerk, aufgebaut durch ungeheure Anstrengungen aller Völker und Nationen, welches uns während der schrecklichen Überfälle vor der Schande und Sklaverei gerettet hat! Russland – einzigartiges, heißgeliebtes! – es ruft um Hilfe.“

Die Publikation wurde durch Reformanhänger angegriffen, beispielsweise kennzeichnete Alexander Jakowlew, der Initiator von Gorbatschows Reformpolitik Perestroika, die Veröffentlichung als „demagogisch“ und ein Machwerk von „tollwütenden Stellen und derselben Zeit verzweifelten Seufzern der Seele“ und auch als „ein vulgäres Werk“.
Die Veröffentlichung wurde später als ein Ruf zu den Waffen in den Tagen vor dem Augustputsch aufgefasst.
Allerdings markierte der Aufruf auch den Übergang der „konservativeren“ Schichten der KPdSU-Führung von marxistisch-leninistischen zu staatlich-nationalistischen Positionen, die nach dem Ende der Sowjetunion auch die Politik der KPRF bestimmen. Im „Wort an das Volk“ gibt es kaum Verweise auf einen „Klassenkampf“, stattdessen rief man zur „Rettung des Vaterlandes“ auf.